# Callosobruchus nigripennis
Callosobruchus nigripennis là một loài bọ cánh cứng trong họ Bruchidae. Loài này được Allard miêu tả khoa học năm 1895.